# 默西亚 (汝拉省)
默西亚（法語：Meussia，法語發音：[møsja]）是法国汝拉省的一个市镇，位于该省南部，属于圣克洛德区。

## 地理
默西亚（46°29'53"N, 5°43'30"E）面积13.64 平方千米，位于法国勃艮第-弗朗什-孔泰大區汝拉省，该省份为法国东部内陆省份，北起上索恩省，西北接科多尔省，西临索恩-卢瓦尔省，南至安省，东与杜省和瑞士接壤。
与默西亚接壤的市镇（或旧市镇、城区）包括：图瓦里亚、沙尔希亚、沙泰勒德茹、夸龙、克勒南、埃蒂瓦勒、迈索、穆瓦朗昂蒙塔涅。

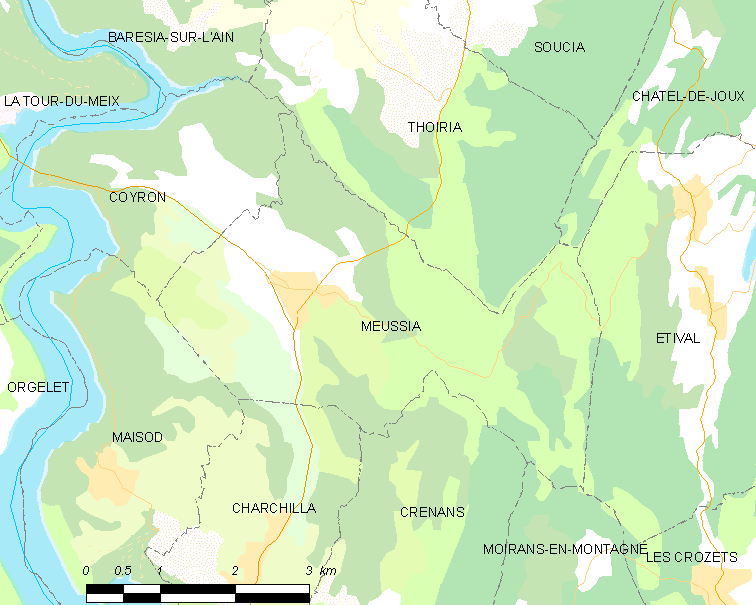
的OSM定位图

默西亚的时区为UTC+01:00、UTC+02:00（夏令时）。

## 行政
默西亚的邮政编码为39260，INSEE市镇编码为39328。

## 政治
默西亚所属的省级选区为穆瓦朗昂蒙塔涅县。

## 人口

1962-2008年间人口变化图示

默西亚于2022年1月1日时的人口数量为439人。